# Corrombles
Corrombles est une commune française située dans le département de la Côte-d'Or en région Bourgogne-Franche-Comté.Les habitants s'appellent les Corromblois.

## Géographie

### Climat
Pour des articles plus généraux, voir Climat de la Bourgogne-Franche-Comté et Climat de la Côte-d'Or.
En 2010, le climat de la commune est de type climat océanique dégradé des plaines du Centre et du Nord, selon une étude du Centre national de la recherche scientifique s'appuyant sur une série de données couvrant la période 1971-2000. En 2020, Météo-France publie une typologie des climats de la France métropolitaine dans laquelle la commune est exposée à un climat océanique altéré et est dans la région climatique  Lorraine, plateau de Langres, Morvan, caractérisée par un hiver rude (1,5 °C), des vents modérés et des brouillards fréquents en automne et hiver. 
Pour la période 1971-2000, la température annuelle moyenne est de 10,2 °C, avec une amplitude thermique annuelle de 15,8 °C. Le cumul annuel moyen de précipitations est de 823 mm, avec 11,8 jours de précipitations en janvier et 7,8 jours en juillet. Pour la période 1991-2020, la température moyenne annuelle observée sur la station météorologique de Météo-France la plus proche, « Semur En Auxois_sapc », sur la commune de Semur-en-Auxois à 11 km à vol d'oiseau, est de 11,2 °C et le cumul annuel moyen de précipitations est de 778,0 mm,. Pour l'avenir, les paramètres climatiques de la commune estimés pour 2050 selon différents scénarios d'émission de gaz à effet de serre sont consultables sur un site dédié publié par Météo-France en novembre 2022.

## Urbanisme

### Typologie
Au 1er janvier 2024, Corrombles est catégorisée commune rurale à habitat dispersé, selon la nouvelle grille communale de densité à 7 niveaux définie par l'Insee en 2022.
Elle est située hors unité urbaine. Par ailleurs la commune fait partie de l'aire d'attraction de Semur-en-Auxois, dont elle est une commune de la couronne,. Cette aire, qui regroupe 54 communes, est catégorisée dans les aires de moins de 50 000 habitants,.

### Occupation des sols
L'occupation des sols de la commune, telle qu'elle ressort de la base de données européenne d’occupation biophysique des sols Corine Land Cover (CLC), est marquée par l'importance des territoires agricoles (94,2 % en 2018), une proportion sensiblement équivalente à celle de 1990 (94,3 %). La répartition détaillée en 2018 est la suivante : 
terres arables (65,6 %), prairies (21,2 %), zones agricoles hétérogènes (7,5 %), zones urbanisées (3,4 %), forêts (2,4 %). L'évolution de l’occupation des sols de la commune et de ses infrastructures peut être observée sur les différentes représentations cartographiques du territoire : la carte de Cassini (XVIIIe siècle), la carte d'état-major (1820-1866) et les cartes ou photos aériennes de l'IGN pour la période actuelle (1950 à aujourd'hui).

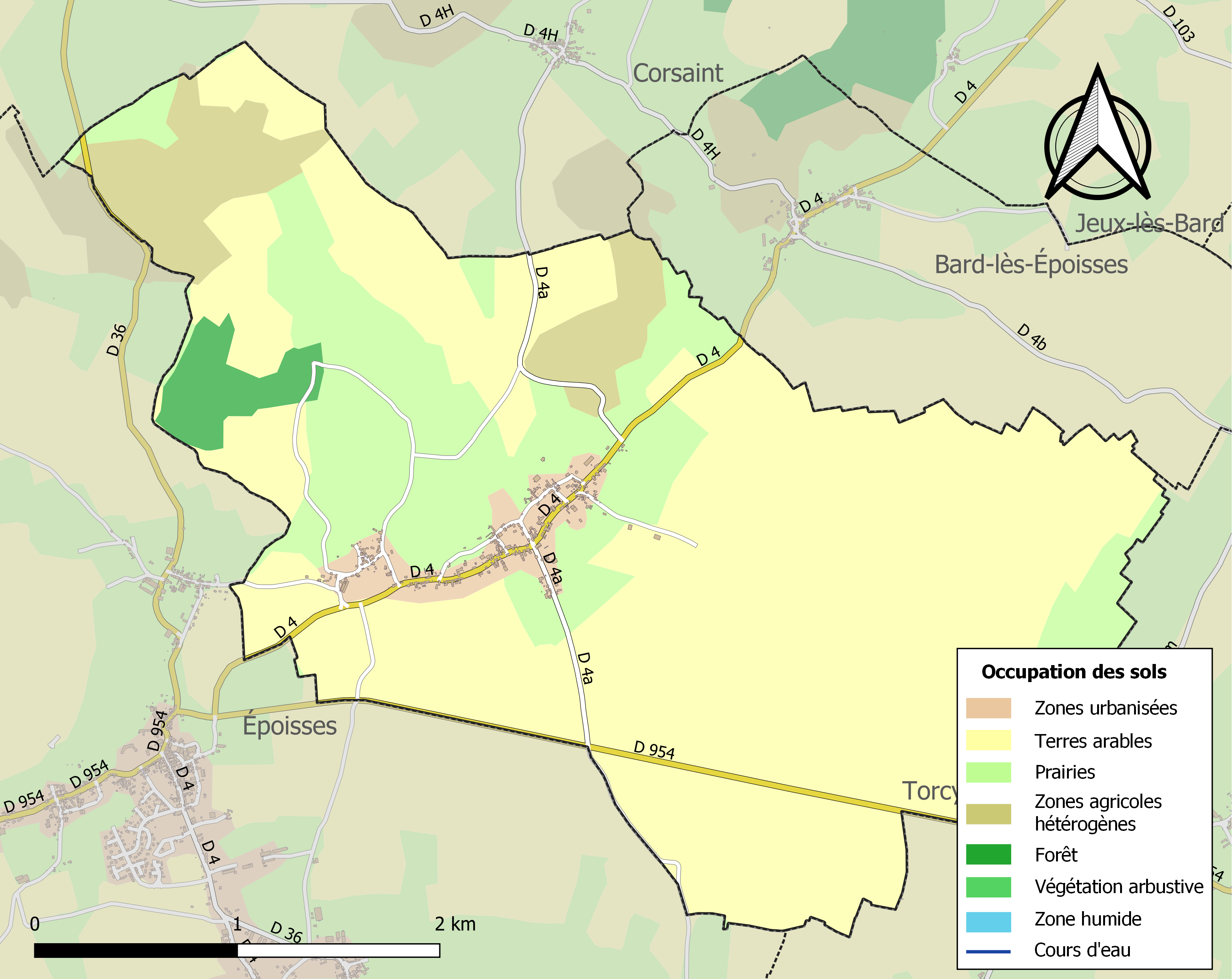
Carte des infrastructures et de l'occupation des sols de la commune en 2018 (CLC).

## Histoire
L'appellation de Corrombles va connaître à travers les siècles plusieurs évolutions : Corrumblis, Colombe, Columble, Couromble pour prendre sa dénomination définitive à la fin de l'Ancien Régime Corrombres. Jusqu'à la fin du XVIe siècle les villages forment des communautés d'habitants qui coïncident avec les paroisses.
Corrombles est une paroisse placée sous le vocable de la Vierge, rattachée à la collation de l'abbé de Moutiers Saint Jean et au doyenné du marquisat d'Époisses.
Le duc de Bourgogne Philippe le Bon exerçant son pouvoir de suzerain confirme et consacre la charte d'affranchissement accordée en 1448 par Claude de Montaigu, seigneur d'Époisses aux habitants de Corrombles.
Jusqu'à la fin de l'Ancien Régime, la communauté d'habitants de Corrombles dépendait de la province de Bourgogne et du bailliage de Semur-en-Auxois.

## Politique et administration
| Période                                  | Période  | Identité            | Étiquette | Qualité                               |
| ---------------------------------------- | -------- | ------------------- | --------- | ------------------------------------- |
| 1977                                     | 1983     | Auguste Kivy        |           | Cultivateur                           |
| 1983                                     | 1995     | Jean-Pierre Balloux |           |                                       |
| 1995                                     | en cours | Marc Patriat        | UMP-LR    | Agriculteur Ancien Conseiller général |
| Les données manquantes sont à compléter. |          |                     |           |                                       |

## Démographie
L'évolution du nombre d'habitants est connue à travers les recensements de la population effectués dans la commune depuis 1793. Pour les communes de moins de 10 000 habitants, une enquête de recensement portant sur toute la population est réalisée tous les cinq ans, les populations de référence des années intermédiaires étant quant à elles estimées par interpolation ou extrapolation. Pour la commune, le premier recensement exhaustif entrant dans le cadre du nouveau dispositif a été réalisé en 2006.

En 2022, la commune comptait 242 habitants, en évolution de −0,82 % par rapport à 2016 (Côte-d'Or : +0,82 %, France hors Mayotte : +2,11 %).
| 1793 | 1800 | 1806 | 1821 | 1831 | 1836 | 1841 | 1846 | 1851 |
| ---- | ---- | ---- | ---- | ---- | ---- | ---- | ---- | ---- |
| 533  | 490  | 514  | 532  | 532  | 564  | 550  | 541  | 514  |

| 1856 | 1861 | 1866 | 1872 | 1876 | 1881 | 1886 | 1891 | 1896 |
| ---- | ---- | ---- | ---- | ---- | ---- | ---- | ---- | ---- |
| 501  | 505  | 507  | 471  | 423  | 425  | 435  | 438  | 413  |

| 1901 | 1906 | 1911 | 1921 | 1926 | 1931 | 1936 | 1946 | 1954 |
| ---- | ---- | ---- | ---- | ---- | ---- | ---- | ---- | ---- |
| 402  | 373  | 352  | 294  | 276  | 283  | 256  | 253  | 244  |

| 1962 | 1968 | 1975 | 1982 | 1990 | 1999 | 2006 | 2011 | 2016 |
| ---- | ---- | ---- | ---- | ---- | ---- | ---- | ---- | ---- |
| 263  | 270  | 239  | 200  | 201  | 201  | 236  | 242  | 244  |

| 2021 | 2022 | - | - | - | - | - | - | - |
| ---- | ---- | - | - | - | - | - | - | - |
| 246  | 242  | - | - | - | - | - | - | - |

## Lieux et monuments
- Église dédiée à l'Immaculée-Conception, à noter son porche roman.
- La commune totalise sept calvaires situé au Montceau, rue de la Croix-Blanche, place de l'église, au cimetière, rue de la Planche, rue de la Croix, chemin de la Ferge.

- On dénombre cinq colombiers de forme carrée, plusieurs vestiges d'anciens lavoirs, quelques maisons anciennes, des maisons de maîtres, deux fours à pain (un en bon état, rue de la Croix-Blanche et un en mauvais état rue du Montceau)
Sculptures en haut de 2 piliers à hauteur du 10, rue de la Croix-Blanche.

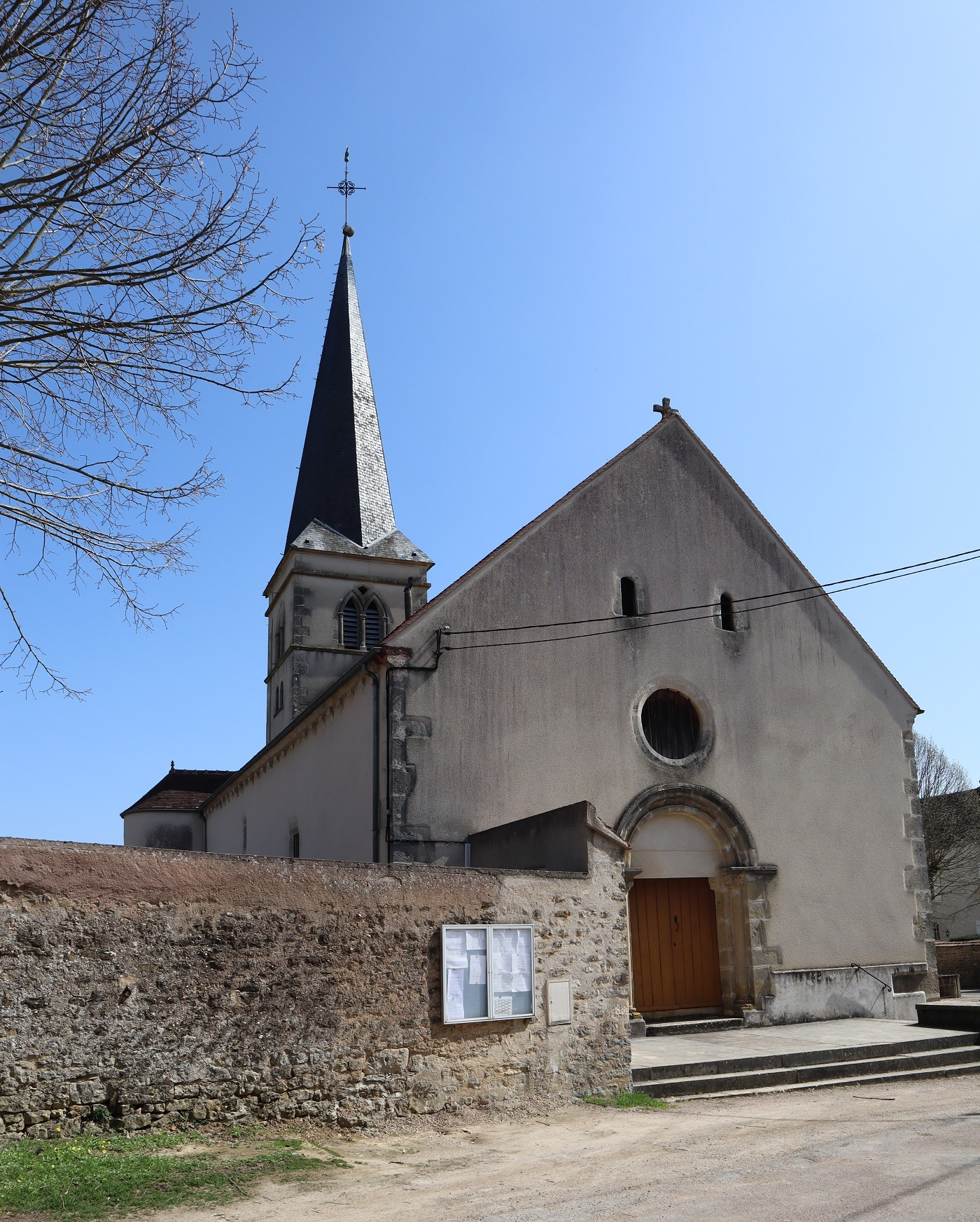
Église paroissiale de Corrombles.
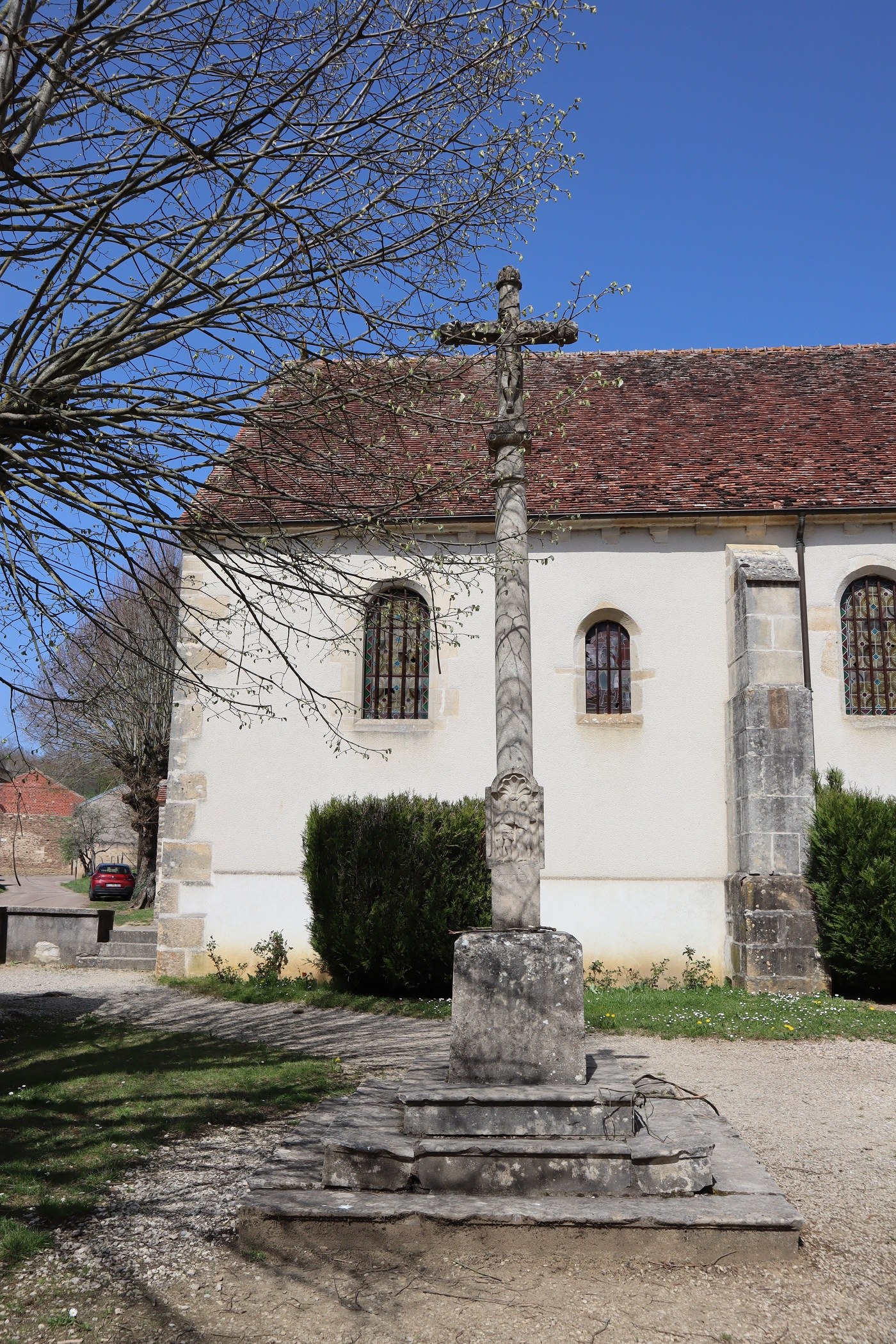
Croix de l'ancien cimetière.

## Personnalités liées à la commune
- François Patriat, ancien président du Conseil régional de Bourgogne, est natif de Corrombles.
- Jean-Pierre Balloux, ancien sous-préfet et magistrat honoraire, auteur régional, est natif de Corrombles.